# Papízios
Papízios é uma povoação portuguesa do Município de Carregal do Sal que foi sede da extinta Freguesia de Papízios, freguesia que tinha 13,49 km² de área e 679 habitantes (2011), e, por isso, uma densidade populacional de 50,3 hab/km².
A Freguesia de Papízios foi extinta em 2013, no âmbito de uma reforma administrativa nacional, tendo sido agregada às freguesias de Currelos e Sobral, para formar uma nova freguesia denominada União das Freguesias de Currelos, Papízios e Sobral. Em 2015, a designação da União das Freguesias de Currelos, Papízios e Sobral foi alterada para Freguesia de Carregal do Sal.
Antigamente chamada Papícios, terá pertencido ao concelho de Besteiros, em 1839 ao de Viseu e em 1852 ao de Carregal do Sal e foi concelho extinto em 1836.

## Lugares da freguesia
A freguesia era constituída pelos seguintes lugares:
- Papízios (sede de freguesia)
- Pinheiro
- Póvoa da Arnosa

## Património
- Casas Senhoriais:
  - Papízios:
    - Casa dos Melo Cabral;
    - Casa da Família Damião;

## Festas e romarias
- S. Sebastião (20 de janeiro);
- S. Miguel (29 de setembro);
- Nossa Senhora da Conceição (8 de dezembro).

## População
| População da freguesia de Papízios | População da freguesia de Papízios | População da freguesia de Papízios | População da freguesia de Papízios | População da freguesia de Papízios | População da freguesia de Papízios | População da freguesia de Papízios | População da freguesia de Papízios | População da freguesia de Papízios | População da freguesia de Papízios | População da freguesia de Papízios | População da freguesia de Papízios | População da freguesia de Papízios | População da freguesia de Papízios | População da freguesia de Papízios |
| ---------------------------------- | ---------------------------------- | ---------------------------------- | ---------------------------------- | ---------------------------------- | ---------------------------------- | ---------------------------------- | ---------------------------------- | ---------------------------------- | ---------------------------------- | ---------------------------------- | ---------------------------------- | ---------------------------------- | ---------------------------------- | ---------------------------------- |
| 1864                               | 1878                               | 1890                               | 1900                               | 1911                               | 1920                               | 1930                               | 1940                               | 1950                               | 1960                               | 1970                               | 1981                               | 1991                               | 2001                               | 2011                               |
| 1 206                              | 1 479                              | 1 635                              | 1 453                              | 1 551                              | 1 296                              | 1 507                              | 1 338                              | 1 317                              | 1 218                              | 906                                | 872                                | 848                                | 758                                | 679                                |

| Distribuição da População por Grupos Etários | Distribuição da População por Grupos Etários | Distribuição da População por Grupos Etários | Distribuição da População por Grupos Etários | Distribuição da População por Grupos Etários | Distribuição da População por Grupos Etários | Distribuição da População por Grupos Etários | Distribuição da População por Grupos Etários | Distribuição da População por Grupos Etários | Distribuição da População por Grupos Etários |
| -------------------------------------------- | -------------------------------------------- | -------------------------------------------- | -------------------------------------------- | -------------------------------------------- | -------------------------------------------- | -------------------------------------------- | -------------------------------------------- | -------------------------------------------- | -------------------------------------------- |
| Ano                                          | 0-14 Anos                                    | 15-24 Anos                                   | 25-64 Anos                                   | > 65 Anos                                    |                                              | 0-14 Anos                                    | 15-24 Anos                                   | 25-64 Anos                                   | > 65 Anos                                    |
| 2001                                         | 105                                          | 120                                          | 374                                          | 159                                          |                                              | 13,9%                                        | 15,8%                                        | 49,3%                                        | 21,0%                                        |
| 2011                                         | 89                                           | 63                                           | 349                                          | 178                                          |                                              | 13,1%                                        | 9,3%                                         | 51,4%                                        | 26,2%                                        |

Média do País no censo de 2001:  0/14 Anos-16,0%; 15/24 Anos-14,3%; 25/64 Anos-53,4%; 65 e mais Anos-16,4%
Média do País no censo de 2011:   0/14 Anos-14,9%; 15/24 Anos-10,9%; 25/64 Anos-55,2%; 65 e mais Anos-19,0%

## Obras e publicações
- Câmara Municipal Carregal do Sal Os Edifícios Religiosos do Município de Carregal do Sal Guia Turístico - Cultural "'. Beiratipo, Lda. 2012. Consultado em 17 de Janeiro de 2024.
- Câmara Municipal Carregal do Sal Roteiro turístico Solares e Casas Solarengas do Munícipio de Carregal do Sal "'. Morgráfica, Gráfica de Mortágua, 2015. Consultado em 17 de Janeiro de 2024.